# Gekås
Pour l’article homonyme, voir Theofánis Gekas.
Gekås i Ullared AB est un grand magasin suédois basé à Ullared. Ce magasin a un chiffre d'affaires de 4,6 milliards de couronnes suédoises (2019). Il a été fondé en 1963 par Göran Karlsson sous le nom de Ge-kås Manufaktur.